# Sân bay Hamburg
Sân bay Hamburg là một sân bay Đức. Sân bay này phục vụ cho thành phố Hamburg. Sân bay có 2 đường băng.
Sân bay ban đầu có diện tích 440.000 m². Kể từ đó, diện tích được mở rộng hơn mười lần đến 5,7 km² (2,2 sq mi). Apron chính gồm 320.000 m². Sân bay này có cự ly 8,5 km về phía bắc [2] của trung tâm của thành phố Hamburg trong quận Fuhlsbüttel. Sân bay Hamburg có 17 vị trí cầu dẫn nối với máy vay và 54 vị trí đỗ apron. Có nhà ga và một plaza nằm giữa hai nahf ga. Plaza gồm khu vực kiểm tra an ninh trung tâm cũng như các cửa hàng, nhà hàng, phòng chờ và dịch vụ tiện nghi khác. Trong tất tầng 1 là sảnh khởi hành, trong tầng 0 là sảnh đến. Sân bay có 14 đai truyền hành lý ở sảnh đến.
Đường băng, đường lăn và sân đỗ có thể phục vụ máy bay Airbus A380, mặc dù hiện không có tuyến bay nào dự kiến sử dụng A380. Hamburg sân bay là sân bay trệch cho Hamburg-Finkenwerder Airport (XFW), sân bay của nhà máy Airbus tại Hamburg, nơi mà tất cả A380 đang được sơn và nội thất được trang bị.
Trong năm 2008, sân bay Hamburg phục vụ 12.840.000 lượt hành khách và 173.500 lượt chuyến. Sân bay Hamburg là sân bay bận rộn thứ 5 về số lượt khách ở Đức. Các cổ đông của sân bay Hamburg là thành phố Hamburg (51%) và Hochtief AirPort GmbH. (49%).

## Các hãng hàng không và các tuyến bay

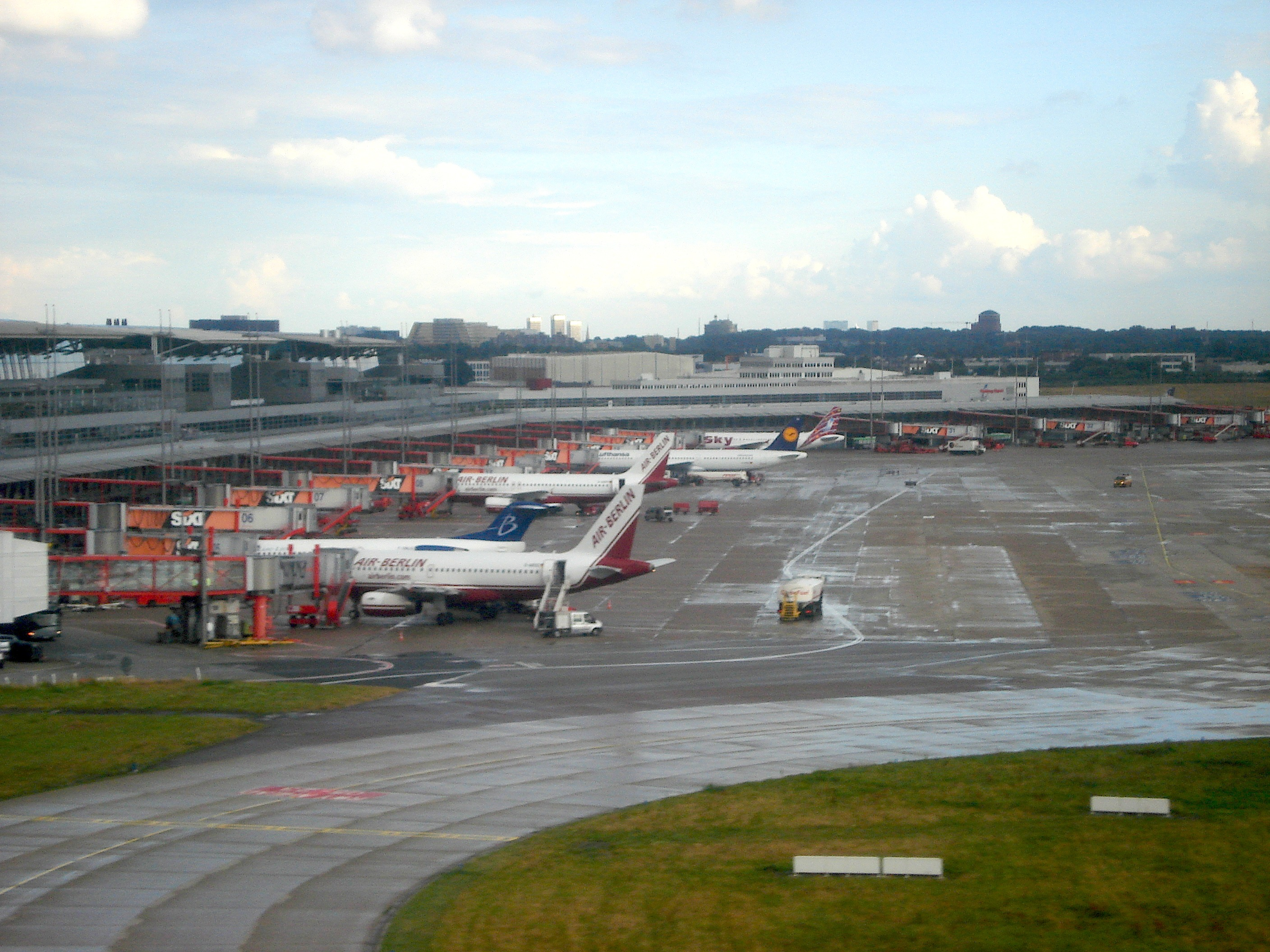
Máy bay Lufthansa và Air Berlin tại sân bay Hamburg

| Hãng hàng không                                    | Các điểm đến | Terminal |
| -------------------------------------------------- | --- | -------- |
| Aer Lingus                                         | Dublin | 1        |
| Aeroflot                                           | Moscow-Sheremetyevo | 1        |
| Air Arabia Egypt                                   | Hurghada [bắt đầu ngày 3 tháng 10 năm 2011] | 1        |
| airBaltic                                          | Riga | 1        |
| Air France                                         | Paris - Charles de Gaulle | 1        |
| Air France cung ứng bởi HOP!                       | Lyon | 1        |
| Air Hamburg                                        | Theo mùa: Heligoland, Juist, Norderney, Westerland/Sylt | GAT      |
| Air Malta                                          | Malta | 1        |
| Air Transat                                        | Theo mùa: Toronto - Pearson | 1        |
| Air Via                                            | Theo mùa: Burgas, Kos, Rhodes, Palma de Mallorca, Varna [begins 7 July] | 1        |
| Atlas Jet                                          | Istanbul-Atatürk | 1        |
| Austrian Airlines                                  | Vienna | 2        |
| Austrian cung ứng bởi Tyrolean Airways             | Vienna | 2        |
| British Airways                                    | London - Heathrow | 1        |
| Brussels Airlines                                  | Brussels | 2        |
| Brussels Airlines cung ứng bởi Tyrolean Airways    | Brussels | 2        |
| Bulgarian Air Charter                              | Theo mùa: Burgas, Varna | 1        |
| Cirrus Airlines                                    | Dresden | 2        |
| Condor                                             | Agadir [restarts 1 November], Arrecife, Fuerteventura, Funchal [ends 27 October], Hurghada, Kos, Las Palmas de Gran Canaria, Munich [begins 3 November], Santa Cruz de la Palma [begins 2 November], Sharm el-Sheikh [begins 3 November], Tenerife - South Theo mùa: Antalya, Dalaman, Heraklion, Ibiza, Jerez de la Frontera, Kos, Larnaca, Palma de Mallorca [ends 31 October], Rhodes, Santorini | 2        |
| Croatia Airlines                                   | Theo mùa: Split | 2        |
| Czech Airlines                                     | Prague | 1        |
| easyJet                                            | London - Gatwick, London - Luton, Manchester | 1        |
| easyJet Switzerland                                | Basel/Mulhouse | 1        |
| Emirates                                           | Dubai | 1        |
| Finnair                                            | Helsinki | 1        |
| Flybe                                              | Birmingham | 1        |
| Freebird Airlines                                  | Theo mùa: Antalya, Istanbul - Atatürk | 1        |
| Germania                                           | Theo mùa: Corfu | 1        |
| Gotlandsflyg cung ứng bởi Golden Air               | Vaxjö [begins 30 June], Visby [begins 2 July] | 1        |
| Hamburg Airways                                    | Antalya, Fuerteventura, Heraklion, Hurghada, Istanbul - Sabiha Gökcen, Las Palmas de Gran Canaria, Sharm El Sheikh | 1        |
| Icelandair                                         | Theo mùa: Reykjavik - Keflavik | 2        |
| InterSky                                           | Friedrichshafen | 1        |
| Iran Air                                           | Belgrad, Tehran - Imam Khomeini | 1        |
| KLM cung ứng bởi KLM Cityhopper                    | Amsterdam | 1        |
| LOT Polish Airlines                                | Warsaw | 2        |
| Lufthansa                                          | Antalya, Cologne/Bonn, Düsseldorf, Frankfurt, London - Heathrow, Madrid [ends 29 October], Moscow-Domodedovo, Munich, Nuremberg [begins 30 October], Paris - Charles de Gaulle, Stuttgart, Vienna, Zürich Theo mùa: Milan - Malpensa, Palma de Mallorca, Reykjavik-Keflavik | 2        |
| Lufthansa Regional cung ứng bởi Eurowings          | Amsterdam, Balaton - Sarmellek, Bastia, Bergen, Gothenburg - Landvetter [begins 30 October], Madrid [begins 30 October], Manchester, Milan - Malpensa, Nice, Nuremberg, Oslo-Gardermoen [begins 30 October] | 2        |
| Lufthansa Regional cung ứng bởi Lufthansa CityLine | Amsterdam, Geneva, Madrid, Manchester, Milan - Malpensa, Nice, Oslo - Gardermoen, Stockholm - Arlanda Theo mùa: Bastia, Bergen | 2        |
| Luxair                                             | Luxembourg, Saarbrücken | 2        |
| Norwegian Air Shuttle                              | Oslo - Gardermoen | 1        |
| Nouvelair                                          | Dusseldorf, Enfidha | 1        |
| Pegasus Airlines                                   | Antalya | 1        |
| Rossiya                                            | St Petersburg | 1        |
| Scandinavian Airlines                              | Copenhagen | 2        |
| Scandinavian Airlines cung ứng bởi Cimber Sterling | Copenhagen | 2        |
| Sky Airlines                                       | Antalya, Bodrum, Hurghada, Istanbul - Sabiha Gökcen, Izmir | 1        |
| Skyways Express                                    | Theo mùa: Jönköping | 1        |
| AirLift Service cung ứng bởi MAT Airways           | Skopje | 1        |
| Sky Work Airlines                                  | Berne | 1        |
| SunExpress                                         | Ankara, Antalya, Elazig, Istanbul - Sabiha Gökcen, Izmir | 1        |
| Swiss International Air Lines                      | Zürich | 2        |
| Swiss cung ứng bởi Swiss European Air Lines        | Basel/Mulhouse | 2        |
| Sylt Air                                           | Theo mùa: Westerland/Sylt | 2        |
| TAP Portugal                                       | Lisbon | 2        |
| Tunisair                                           | Djerba, Enfidha, Tunis [begins 17 June] | 2        |
| Turkish Airlines                                   | Istanbul - Atatürk | 1        |
| TUIfly                                             | Fuerteventura, Jerez de la Frontera, Lanzarote, Las Palmas de Gran Canaria, Tenerife - South Theo mùa: Antalya, Boa Vista [begins 1 November], Burgas, Corfu, Dalaman, Dubai [begins 2 November], Faro, Heraklion, Hurghada, Kos, Minorca, Palma de Mallorca, Rhodes, Sal/Cabo Verde [begins 1 November]                                                                                            | 1        |